# Tobias Wunschik
Tobias Wunschik (* 1967 in Hannover) ist ein deutscher Historiker, Publizist, Referent und Politikwissenschaftler mit dem Schwerpunkt DDR-Geschichte.

## Leben und Wirken
Tobias Wunschik studierte Psychologie, Soziologie und Politologie in Berlin und München. Er erlangte den akademischen Grad Magister Artium (M.A.) und promovierte im Jahre 1995. Im Jahre 1993 nahm Wunschik eine Tätigkeit als wissenschaftlicher Mitarbeiter bei der Stasiunterlagenbehörde auf. Im Jahre 2019 arbeitete er an der Humboldt-Universität zu Berlin.

## Publikationen (Auswahl)
- Honeckers Zuchthaus. Brandenburg-Görden und der politische Strafvollzug der DDR 1949-1989. Göttingen 2018, 1.017 S. (Wissenschaftliche Reihe des BStU; Band 51).
- Politische Haft in der DDR. Gefängnisse und Haftbedingungen 1949-1989 (hrsg. von der Landeszentrale für politische Bildung Thüringen). Erfurt 2018, 112 S.
- Knastware für den Klassenfeind. Häftlingsarbeit in der DDR, der Ost-West-Handel und die Staatssicherheit (1970-1989). Göttingen 2014, 384 S. (Wissenschaftliche Reihe des BStU; Band 37).
- Die Untersuchungshaftanstalt der Staatssicherheit in Rostock. Ermittlungsverfahren, Zelleninformatoren und Haftbedingungen in der Ära Honecker. Berlin 2012, 157 S. (BF informiert, 31/2012).
- Hauptabteilung VII: Ministerium des Innern, Deutsche Volkspolizei. Berlin 2009, 99 S. (MfS-Handbuch).
- Die maoistische KPD/ML und die Zerschlagung ihrer "Sektion DDR" durch das MfS, 2. Aufl., Berlin 1998, 48 S. (BF informiert, 18/1997).
- Baader-Meinhofs Kinder. Die zweite Generation der RAF. Opladen 1997, 514 S.
- Hauptabteilung XXII: Terrorabwehr. Berlin 1995, 56 S. (MfS-Handbuch, III/16).